# きらきらきら
『きらきらきら』は藤島じゅんによる日本の4コマ漫画作品。『まんがタイムきららMAX』（芳文社）2005年1月号から2007年7月号まで数度の休載を挟みながら連載された。単行本は全1巻。

## 概要
プロの漫画家「鴉丸」と彼の腐れ縁で編集者の「立川ぎが」、鴉丸のアシスタントの「相椎ゆう」らを中心とした漫画家達の日常を描く作品。
作者特有の大きなリアクションとデフォルメされた画風が特徴。

## 登場人物
鴉丸
本名：呉竹くろすけ
自堕落な私生活であり、締め切り当日でも平気で遊ぶなどしているものの、漫画にかける情熱だけは本物。
掲載誌でも人気が無いわけではないらしい。
友人のぎがによると「ウソつき・締め切り守らない・仕事遅い・仮病使う・好きなマンガエロ本」。
同人即売会ではお誕生日席でいわゆる中堅。
雑誌連載は月刊誌4冊・カット4〜5冊・アンソロジーが時たま。
月イチ4コマ6Pで単行本は10年でやっと2冊。
実はあいし―から相当なアプローチを受けていたのだが、それに全く気が付かないにぶちん。
立川ぎが
鴉丸とは高校の頃からの腐れ縁で、萌え系4コマ誌「まんがきらり」の編集者。
当初は鴉丸の担当をしていたが、作中の人事異動で他の編集部（パチンコ編集部）に。鴉丸の担当が新人のまどかに変更となった。
意外と涙もろい。
相椎ゆう
ぎがの紹介で鴉丸のアシスタントとなった高校生の女の子。通称「あいしー」。
非常に小さくデフォルメをされたデザインで、セリフも発しない。
また、見た目に反して守銭奴であり、空手五段。
鴉丸の漫画が一番好きであり、アシスタント先に鴉丸を指名したのもそのため。
また、作品だけでなく鴉丸本人にも思いを寄せている。
ただ、アシスタントとしてはいない方が作業がはかどるほどで、1年間アシスタントを続けていても鴉丸の足を引っ張り続けているほど。
その一方で料理が上手く、掃除洗濯もマメにやるなど家庭的な面は秀でている。
雪うさぎ
月刊少年誌3誌に連載を持つ売れっ子作家。アシスタントが何百人もいる。
代表作は「裸の錬金術師」。
「ちびっこ戦隊ぼんぼやーじゃ」という作品が作中でアニメ化した。
鴉丸やぎがとは高校の頃からの付き合い。
同人誌即売会にも参加し、壁際の常連。
日光まどか
編集部でバイトをしている現役女子大生。
鴉丸の担当をすることになる。
かなりおバカかつ天然と思われる性格をしており、食いしん坊。
また、原稿の誤字を発見することは出来るが、自身が書く手紙にはなぜか誤字が多い。
また、いわゆる腐女子であり、鴉丸とぎがのカップリングや、数字のカップリングを真剣に考えるほど。

## 単行本
- 藤島じゅん『きらきらきら』 芳文社〈まんがタイムKRコミックス〉、単巻
2007年9月11日発行（2007年8月27日発売[6]）、ISBN 978-4-8322-7647-5

## 4コマの星
続編『4コマの星』が『まんがタイムオリジナル』（芳文社）2008年12月号から2009年4月号にかけてゲスト扱いで掲載された後、『まんがタイムスペシャル』（同）2009年5月号から9月号にかけて連載された。こちらは単行本未収録であり、同人サークル「しろくろ雑技団」より自費発行されている。